# 통계적 기계 번역
통계적 기계 번역(Statistical machine translation, SMT)은 기계 번역 패러다임의 하나로서, 파라미터들이 2개 언어 말뭉치의 분석에서 비롯된 통계 모델에 기초하여 번역이 생성된다. 이러한 통계적 접근은 예시 기반 기계 번역이라든지 규칙 기반 접근과는 대조된다.
통계적 기계 번역의 최초 개념은 1949년 워런 위버에 의해 도입되었으며 여기에는 클로드 섀넌의 정보이론을 적용하는 개념이 포함되어 있다. 통계적 기계 번역은 IBM의 토머스 J. 왓슨 연구소에 의해 1980년대 말과 1990년대 초에 다시 도입되었으며
근래 수년에 걸쳐 기계 번역이 다시 유행하게 하는 데 일조하였다. 신경망 기계 번역이 도입되기 전 이 개념은 이제까지 가장 널리 연구된 기계 번역 방식이었다.

## 같이 보기
- 듀오링고
- 구글 번역
- 마이크로소프트 번역기